# Jane How
Pour les articles homonymes, voir How.
Jane How est une actrice anglaise, née le 21 décembre 1951 à Londres (Royaume-Uni).

## Biographie

### Vie privée
Jane How se maria deux fois.
1. Mark Burns (1976-1983) (divorce), un fils Jack (né en 1981).
2. Richard Durden (depuis 1996).

## Filmographie
- 1973 : Doctor Who - épisode « Planet of the Daleks » : Rebec
- 1975 : Ten from the Twenties (série télévisée) : Lady Rose Whitley
- 1985 : A.D. : Anno Domini (mini-série) : Poppée
- 1992 : Charles et Diana (téléfilm) : Camilla Parker-Bowles
- 1995 : Zoya : les chemins du destin, téléfilm de Richard Colla : Natalya
- 2000 : Coronation Street (série télévisée) (2 épisodes) :
- 2002 : AKA : Cosina Van Badon
- 2002  : Inspecteur Barnaby (Midsomer murders) (série télévisée) : Miranda Talbot
- 2003 : Pacte de femmes (Double Bill) (téléfilm) : Dorothy
- 2003  : Byron (série télévisée) : Lady Holland
- 2005 : Hercule Poirot (série TV, épisode Le Train bleu) : une dame au bal
- 2006  : Miss Potter : Lady Armitage
- 2008 : Hercule Poirot (série TV, épisode Le Chat et les Pigeons) : Lady Veronica
- 2010 : Casualty (série télévisée) : Zara Merrik